# قانون تابعیت ژاپن

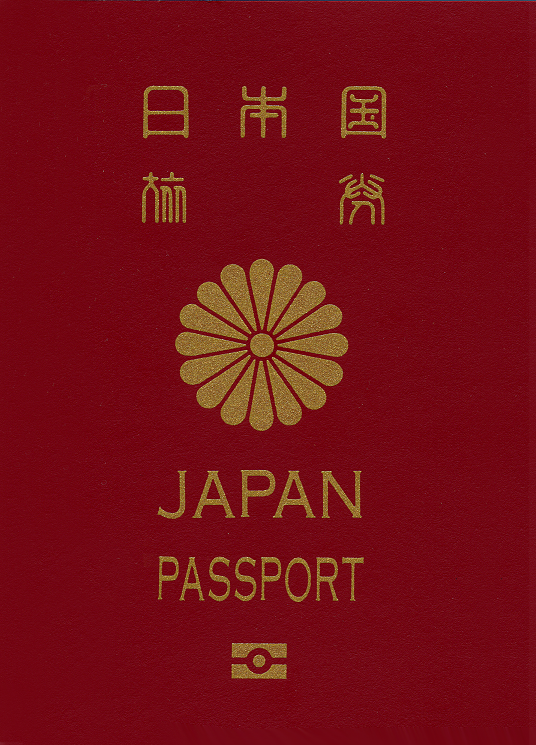
پاسپورت ژاپنی

قانون تابعیت ژاپن (انگلیسی: Japanese nationality law) شرایطی را که یک فرد طبق آن دارای تابعیت ژاپن است، مشخص می‌کند. قانون اصلی تعیین‌کننده ضوابط تابعیت، قانون تابعیت سال ۱۹۵۰ است.
افرادی که هنگام تولد، حداقل یکی از والدین آنها ژاپنی باشد، به‌طور معمول در بدو تولد به صورت خودکار تابعیت این کشور را کسب می کتتد. تولد افراد در ژاپن به خودی خود دلیل نمی‌شود که آن فرد مستحق دریافت تابعیت ژاپن گردد به جز مواردی که آن فرد به‌طور متفاوتی بدون تابعیت باشد. اتباع خارجی بعد از زندگی در ژاپن دست‌کم  به مدت پنج سال و چشم پوشی از تابعیت‌های قبلی که داشته‌است، ممکن است با اعطای تابعیت شهروند محسوب گردند.

## واژه گزینی
تشخیص بین مفهوم واژه شهروندی و تابعیت، همیشه در زبان انگلیسی واضح نیست و در هر کشوری مفهوم آنها متفاوت است. به‌طور کلی تابعیت به وابستگی قانونی فرد به یک کشور اشاره دارد و اصطلاح رایجی است که در معاهدات بین‌المللی هنگام نشان دهی اعضای یک کشور مورد استفاده قرار می‌گیرد، در حالیکه واژه شهروندی به‌طور معمول به معنی مجموعه حقوق و وظایفی است که فرد در آن جامعه دارد.